# Церковь Рождества Пресвятой Богородицы (Селевкино)
Церковь Рождества Пресвятой Богородицы (Богородицкая церковь) — церковь Русской православной церкви в деревне Селевкино в Дмитровском городском округе Московской области.

## История
Упоминание о селе Селёвкино и cельском храме содержится в письменных источниках начала XVII века. В писцовых книгах за 1620 год записано: «За боярином за князем Володимером Тимофеевичем Долгоруким приданая вотчина, по жалованной грамоте 128 году, село Селевкино, на пруде: а в нём церковь Рождества Пресвятой Богородицы деревянная клетцки, в ней образы, и книги, и ризы, и колокола и всякое церковное строенье вотчинниково…». В 1720 году Богородицерождественская церковь сгорела, и в июле этого же года было принято решение о строительстве в селе каменной церкви, вместо сгоревшей.
Новый каменный храм был выстроен в 1740 году на средства княгини Анны Фёдоровны Барятинской и имел редкий архитектурный стиль — «аннинское барокко», который зародился в эпоху правления царицы Анны Иоанновны (1730—1740). В 1867 году из-за малочисленности прихожан распоряжением епархиального начальства церковь была приписана к Успенскому храму села Морозово (в настоящее время находится в руинированном состоянии). Колокольня и трапезная с приделом Спаса Нерукотворного (по другим данным в честь священномученика Модеста) были перестроены в первой половине XIX века.

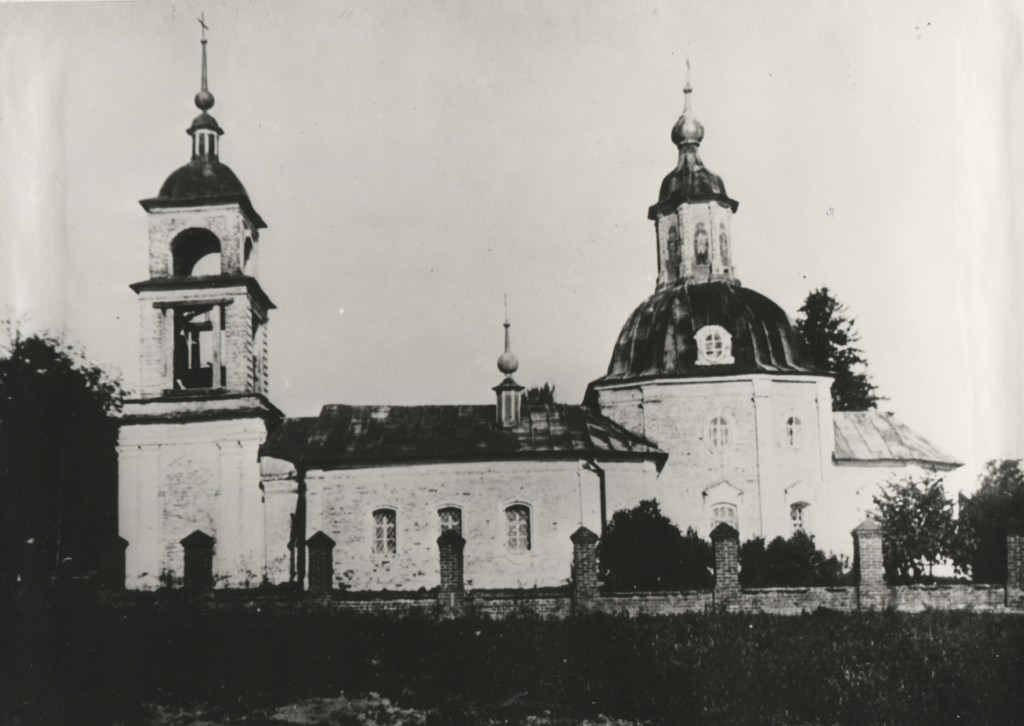
Храм в 1920-х годах

В 1871 году храм снова стал самостоятельным. В июле 1913 года от причта и прихожан Богородицкой церкви в Московское Археологическое общество пришло заявление о крайне плохом состоянии храма. Оно было рассмотрено и одобрено, но никаких работ не было выполнено, так как началась Первая мировая война. Обветшавший храм пережил Октябрьскую революцию, но в 1922 году из храма была изъята драгоценная церковная утварь. В 1930-х годах местные власти устроить возле него кладбище.
В 1941 году решением комитета московского областного совета депутатов трудящихся храм решено закрыть, но его здание не снесли — оно впоследствии использовалось в качестве хранилища для овощей, а позже — химических удобрений. В результате этого здание церкви пострадало ещё больше. Но на стенах и сводах храма сохранились фрагменты темперной живописи конца XIX века. В 1974 году оно было включено в перечень памятников культуры, подлежащих охране государства, и в 1980-е годы его реставрацией занимался Леваков И. А.. Несмотря на проделанные работы, храм так и оставался бесхозным: местные жители разбирали его на кирпичи, кровля трапезной в 1990-х годах обвалилась, придел порос травой и кустарником.
После распада СССР, в конце 1990-х годов, здание храма передали церкви, и начались восстановительные работы. В 2001 году в нём возобновилась приходская жизнь. Только вВ 2015 году Благотворительным фондом Московской епархии по восстановлению порушенных святынь были выделены средства на реставрацию и производство противоаварийных работ по сохранению церкви Рождества Пресвятой Богородицы. Великое освящение восстановленного храма 26 августа 2018 года совершил митрополит Крутицкий и Коломенский Ювеналий (Поярков), возглавивший Божественную литургию в новоосвящённой церкви.